# Leptotyphlops jacobseni
Leptotyphlops jacobseni este o specie de șerpi din genul Leptotyphlops, familia Leptotyphlopidae, descrisă de Donald G. Broadley și Broadley 1999. A fost clasificată de IUCN ca specie cu risc scăzut. Conform Catalogue of Life specia Leptotyphlops jacobseni nu are subspecii cunoscute.